# Zygmunt Pytlewski
Zygmunt Pytlewski (ur. 1 maja 1907 w Koniecpolu, zm. 1940 w Charkowie) – porucznik piechoty Wojska Polskiego, ofiara zbrodni katyńskiej.
Syn Stanisława i Marii z domu Mieczyńskiej. Po odbyciu służby wojskowej ukończył Szkołę Podchorążych Piechoty (1932) przy 27 Pułku Piechoty w Częstochowie. Służył tam przez kilka lat i po zdobyciu stopnia porucznika, przeszedł w 1937 roku do służby w Korpusie Ochrony Pogranicza na Polesiu. Ponadto w 1935 i 1936 ukończył kursy dowódców plutonów chemicznych i pionierów.
Po agresji ZSRR na Polskę z 17 września 1939 roku w nieznanych okolicznościach dostał się do niewoli sowieckiej i przebywał w obozie w Starobielsku. Stamtąd rodzina otrzymała zaledwie jedną kartkę pocztową. Wiosną 1940 roku został zamordowany przez funkcjonariuszy NKWD w Charkowie i pogrzebany w bezimiennej, zbiorowej mogile w Piatichatkach, gdzie od 17 czerwca 2000 roku mieści się oficjalnie Cmentarz Ofiar Totalitaryzmu w Charkowie. Figuruje na Liście Starobielskiej NKWD, pod poz. 2676.   

Zygmunt Pytlewski był kawalerem, a jego bratanek, Zbigniew Pytlewski mieszka w Częstochowie i jest członkiem Rodziny Katyńskiej.
5 października 2007 roku minister obrony narodowej Aleksander Szczygło – decyzją nr 439/MON – mianował go pośmiertnie na stopień kapitana. Awans został ogłoszony 9 listopada 2007 roku w Warszawie, w trakcie uroczystości „Katyń Pamiętamy – Uczcijmy Pamięć Bohaterów”.